# Winckelmannsprogramm

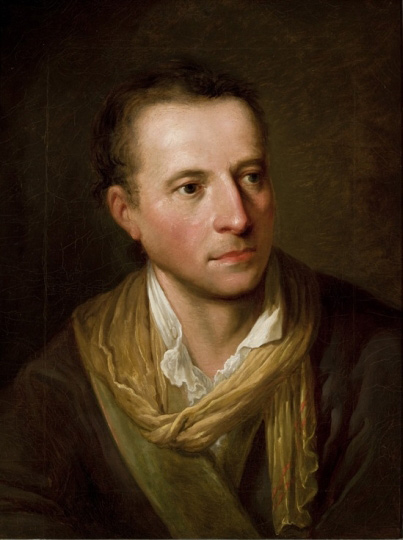
Johann Joachim Winckelmann, Gemälde Ferdinand Hartmann (1794) nach Angelika Kauffmann (1764), Gleimhaus, Halberstadt

Ein Winckelmannsprogramm ist eine archäologische Veröffentlichung, die zu Ehren des deutschen Archäologen, Bibliothekars, Antiquars und Kunstschriftstellers der frühen Aufklärung Johann Joachim Winckelmann (1717–1768) publiziert wird.
Begründet wurde die Tradition der Winckelmannsprogramme, die häufig auf Vorträge anlässlich des Geburtstages von Winckelmann zurückgehen, in Berlin. Davon angeregt entstanden ähnliche Publikationsreihen in Marburg, Halle, Leipzig und zuletzt in Trier.

## Liste der Winckelmannsprogramme
- Berliner Winckelmannsprogramme (vollständig Winckelmannsprogramme der Archäologischen Gesellschaft zu Berlin), herausgegeben von der Archäologischen Gesellschaft zu Berlin, seit 1841 (Digitalisate der Bände 1–74 online)
- Marburger Winckelmann-Programm, herausgegeben vom Archäologischen Seminar der Philipps-Universität Marburg, seit 1947
- Hallisches Winckelmannsprogramm, erschienen in Halle 1876–1931 (Digitalisate der Bände 1–8 und 15 online).
- Leipziger Winckelmannsprogramm, erschienen in Leipzig von 1901 bis 1965, seit 1996 gibt das Institut für Klassische Archäologie der Universität Leipzig die Leipziger Winckelmannsblätter heraus
- Trierer Winckelmannsprogramm, herausgegeben vom Institut für Klassische Archäologie der Universität Trier, seit 1981